# Nagadeba szetschwanensis
Nagadeba szetschwanensis là một loài bướm đêm trong họ Noctuidae.